# Hemiscyllium strahani
Hemiscyllium strahani är en hajart som beskrevs av Gilbert Percy Whitley 1967. Hemiscyllium strahani ingår i släktet Hemiscyllium och familjen Hemiscylliidae. IUCN kategoriserar arten globalt som sårbar. Inga underarter finns listade i Catalogue of Life.